# Гисмеев, Алмаз Рафикович
Алмаз Рафикович Гисмеев (род. 13 сентября 1963, Алмалык, Ташкентская область, УзССР, СССР) — российский спортсмен, девятикратный чемпион мира по кикбоксингу, десятикратный чемпион России, заслуженный мастер спорта и заслуженный тренер Российской Федерации по кикбоксингу

## Биография
Депутат городского Совета города Мурманска.
Создал свою школу кикбоксинга в Мурманске, проводил коммерческие и некоммерческие бои и соревнования, активно занимался приобщением молодёжи к боевым искусствам.

## Семья
Дочь: шестикратная чемпионка России, серебряный призёр чемпионата мира в 2017 году и тренер Элина Гисмеева (1992—2019).